# NightmaRe
「NightmaRe」（ナイトメア）は、2006年12月6日にソニー・ミュージックアソシエイテッドレコーズより発売されたSNoWのシングル。

## 概要
テレビアニメ『地獄少女 二籠』の主題歌。カップリング曲「Yes」はクリスマスソングで、インディーズ時代の2004年に発売した曲の再録。

## 収録曲
1. NightmaRe
  - 作詞：山野英明 作曲：SNoW / 進藤安三津 編曲：SiZK・中村優規・武藤丸助
2. Yes
  - 作詞：山野英明 作曲：SNoW / 進藤安三津 編曲：進藤安三津・KENICHI FUJITA
3. NightmaRe(Instrumental)